# Nova Roma

Bandera de Nova Roma

Nova Roma es una organización internacional revivalista y reconstruccionista romana creada en 1998 (o MMDCCLI AUC, 2751 AUC según el calendario romano) por Joseph Bloch y William Bradford, más tarde incorporada a Maine como una organización con una misión educativa y religiosa, sin fines de lucro. Afirma promover "la restauración de la religión, la cultura y las virtudes clásicas romanas" y "los ideales romanos compartidos".
Existe documentación que proporciona recursos en línea sobre la cultura romana, el idioma latino, las costumbres y los lineamientos de recreación romana antigua, Nova Roma pretende ser algo más que una comunidad de recreadores o un grupo de estudiosos de historia. Strimska, Davy, Adler, Gallagher-Ashcraft, y recientemente Chryssides se refieren a ella como una comunidad reconstruccionista politeísta. Porque tiene una estructura basada en la antigua República romana, con un senado, magistrados y leyes promulgadas por el voto de los comitia, incluso con sus propias monedas, aunque la Nova Roma Wiki afirma que se autoidentifica como una "nación soberana", algunos observadores externos lo clasifican como una micronación.